# 美並苅安站

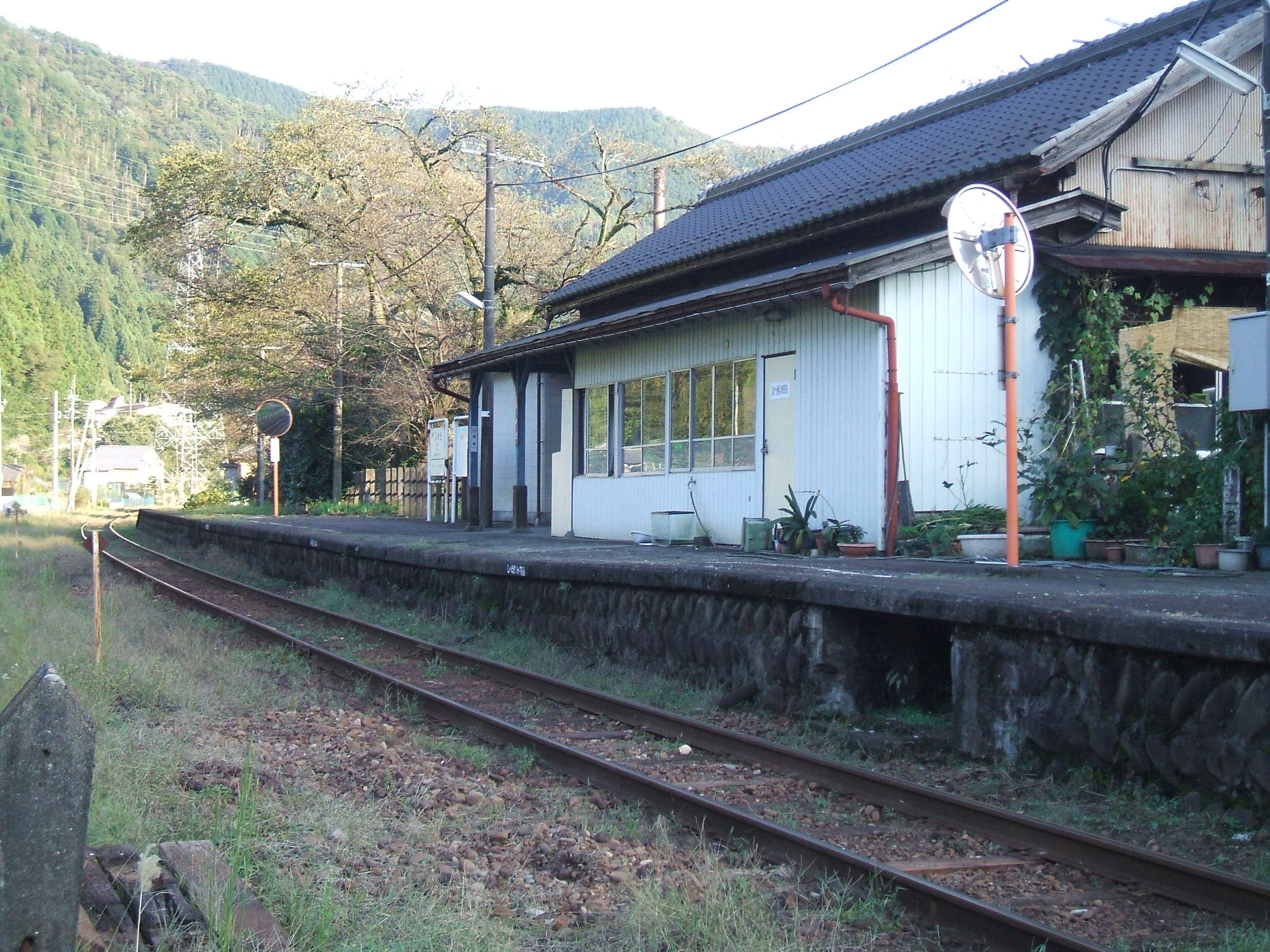
月台

美並苅安站（日语：／ Minami-kariyasu eki */?）是位於岐阜縣郡上市美並町白山，長良川鐵道的越美南線車站。車站編號是21。
在郡上市成立前，此站是位於郡上郡美並村中心車站。在長良川鐵道接管後，此站是少有把名稱改長的情況。

## 歷史
- 1928年（昭和3年）5月6日 - 國鐵越美南線 美濃下川站（現時：大矢站）至深戶站之間開通，此站啟用。當時車站名為苅安站[1]。為旅客和貨物車站。
- 1974年（昭和49年）10月1日 - 結束貨物起卸業務[1]。
- 1986年（昭和61年）12月11日 - 國鐵越美南線由長良川鐵道接管，成為長良川鐵道車站[1]。同時車站改名為美並苅安站[1]。

## 車站構造
車站是一座地面車站，設有1面1線單式月台。曾經此站設有2面2線的相對式月台，當時兩月台之間設有跨線橋。現時只使用靠近車站大樓的月台。
此站是委託車站，窗口只於平日營業營業（8:30～17:00）。

## 使用狀況
| 年度               | 1日平均 乘車人次 | 1日平均 乘車人次 |
| ------------------ | ---------------- | ---------------- |
| 2011年（平成23年） | 33               |                  |
| 2012年（平成24年） | 37               |                  |
| 2013年（平成25年） | 34               |                  |
| 2014年（平成26年） | 25               |                  |
| 2015年（平成27年） | 20               |                  |

## 車站周邊
此站位於舊美並村中心，於站前設有民居和小型商店。
- 郡上市政廳美並廳舍（舊美並村公所）
- 郡上市立三城小學（日语：郡上市立三城小学校）
- 舊郡上街道苅安本陣跡
- JA Megu美濃（日语：JAめぐみの）美並
- 日本真中心中心（日语：日本まん真ん中センター）　步行10分。設有世界最大型日晷之一
- 長良川
- 美並交匯處
- 國道156號
- 岐阜縣道315號白山内谷線（日语：岐阜県道315号白山内ヶ谷線）

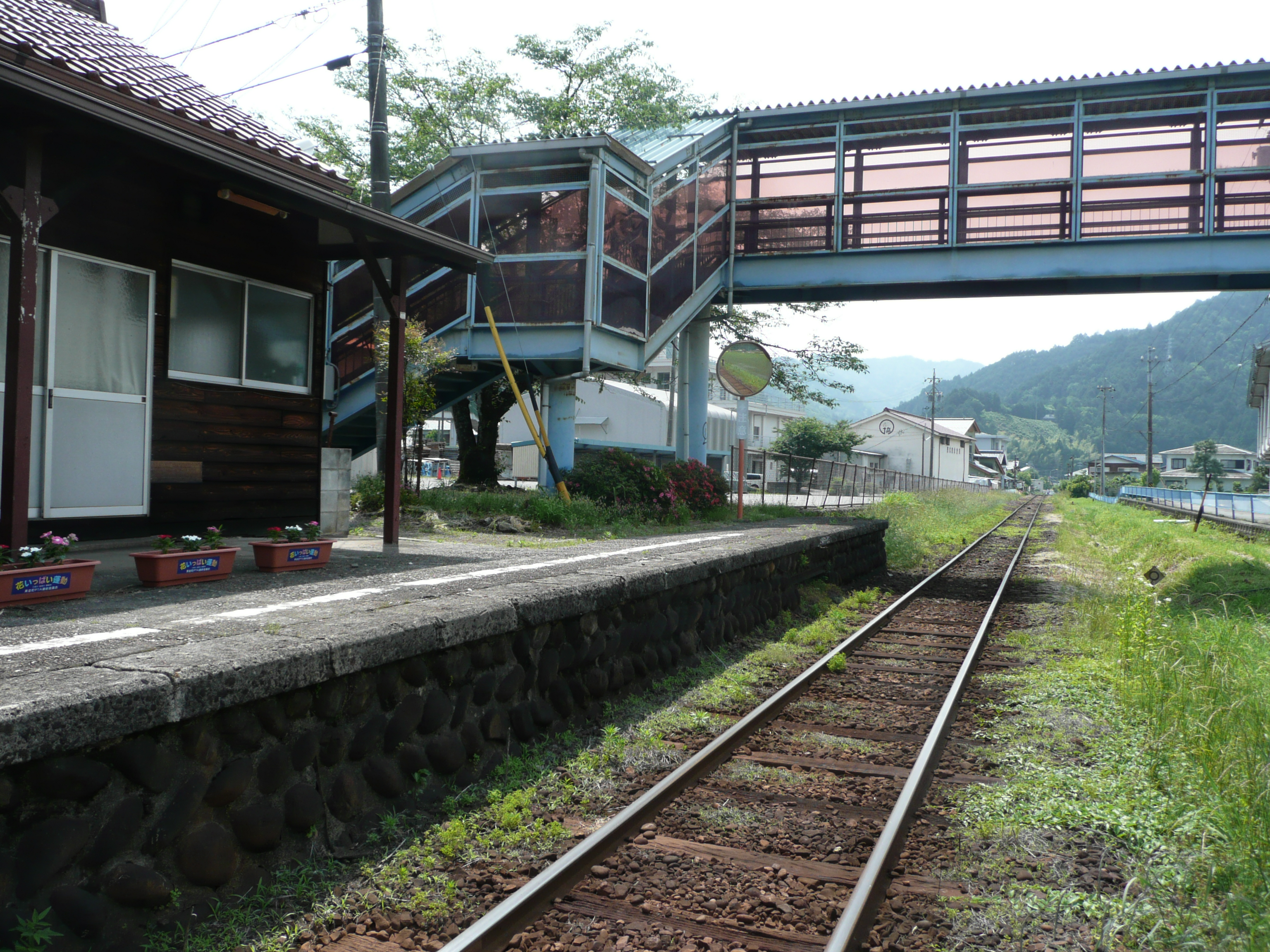
美濃市、美濃太田方向(2010年6月6日)
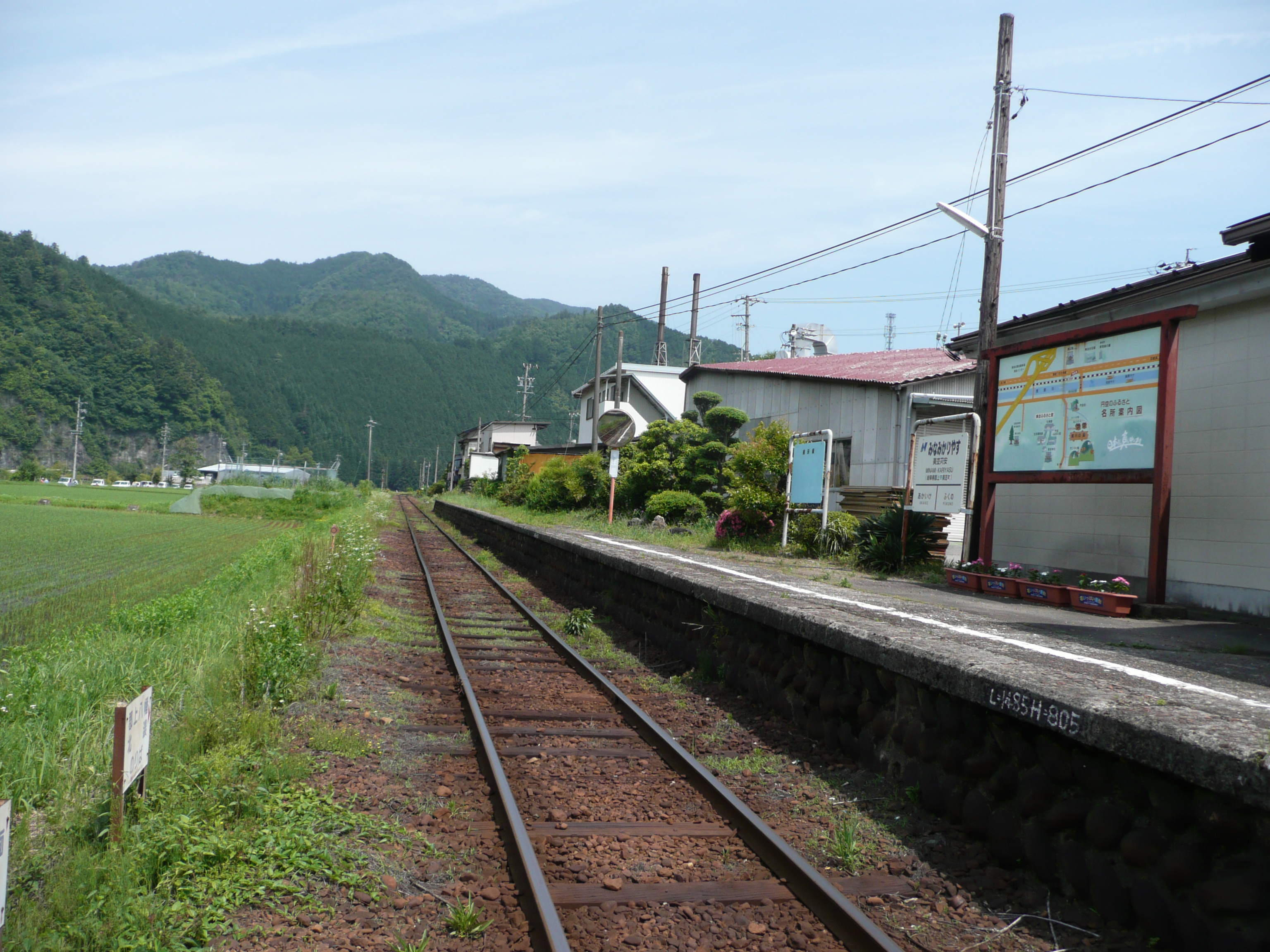
郡上八幡、北濃方向(2010年6月6日)

## 巴士路線
郡上市自主運行巴士
- 美並南路線（每日2往返班次，在盂蘭盆節、年尾、年初除外的星期二、五服務） ※巴士站位於國道156號上的「林廣院入口」巴士站。
- 美並北路線（每日2往返班次，在盂蘭盆節、年尾、年初除外的星期一、四服務） ※除了上述的巴士站，車站西邊也有「三城小學前」巴士站。

## 相鄰車站
長良川鐵道
越美南線
福野（20）－美並苅安（21）－赤池（22）

## 注腳
1. 1 2 3 4 5  曾根悟（監修）. 朝日新聞出版分冊百科編集部（編集） , 编. . 週刊朝日百科. 26号 長良川鉄道・明知鉄道・樽見鉄道・三岐鉄道・伊勢鉄道. 朝日新聞出版. 2011-09-18: 10-11 （日语）.
2. ↑  . www.nagatetsu.co.jp.   [2018-04-21]. （原始内容存档于2020-02-23） （日语）.

## 外部連結
- 美並苅安站｜【官方網站】長良川鐵道株式會社 （页面存档备份，存于）（日語）